# Keep Away
«Keep Away» es el segundo sencillo de la banda heavy metal estadounidense Godsmack. Fue lanzado en el primer álbum de estudio autotitulado Godsmack. 
La canción es también una de las más populares de la banda y preferida por los fanes y fue incorporada a la colección de las mejores canciones de Godsmack en el álbum recopilatorio Good Times, Bad Times... Ten Years of Godsmack, lanzado en 2006. Keep Away fue incluida en el Top Rock 100 mejores canciones etiquetadas con "Guitar Legends".
La canción fue presentada en 2002 como parte de la banda sonora de la película Rollerball.

## Personal
- Sully Erna - Cantante, guitarra, batería, teclados.
- Tony Rombola - Guitarra, coros.
- Robbie Merill -Bajo.

## Posición en las listas

### Singles - Billboard (Norteamérica)
| Año  | Lista                  | Posición |
| ---- | ---------------------- | -------- |
| 1999 | Mainstream Rock Tracks | 5        |
| 1999 | Modern Rock Tracks     | 31       |